# Millepora dichotoma
Millepora dichotoma is een hydroïdpoliep uit de familie Milleporidae. De poliep komt uit het geslacht Millepora. Millepora dichotoma werd in 1775 voor het eerst wetenschappelijk beschreven door Forsskål. 